# Operacja Jewusi
Operacja Jewusi (hebr. מבצע יבוסי, Miwca Jewusi) – żydowska operacja wojskowa przeprowadzona podczas wojny domowej w Mandacie Palestyny w dniach 22 kwietnia – 3 maja 1948 przez organizację paramilitarną Hagana. Jej celem było przejęcie kontroli nad arabskimi dzielnicami w Jerozolimie. Operacja zakończyła się znikomym sukcesem strony żydowskiej.

## Tło wydarzeń
Przyjęta 29 listopada 1947 Rezolucja Zgromadzenia Ogólnego ONZ nr 181 zakładała, że na terenie byłego Mandatu Palestyny miały powstać dwa państwa (żydowskie i arabskie) oraz mała międzynarodowa strefa obejmująca Jerozolimę i Betlejem. Strefa międzynarodowa miała pozostawać poza granicami obu państw i być zarządzana przez Narody Zjednoczone, które stawały się gwarantem bezpieczeństwa wszystkich świętych miejsc chrześcijaństwa, islamu i judaizmu w obu miastach. Społeczność żydowska zaakceptowała plan podziału Palestyny, jednak Arabowie odrzucili go i dzień później doprowadzili do wybuchu wojny domowej w Mandacie Palestyny. Od samego początku walki o Jerozolimę stanowiły najważniejszą część wojny. Siły arabskie blokowały linie zaopatrzeniowe prowadzące z nadmorskiej równiny Szaron do Jerozolimy, w odpowiedzi na co żydowska organizacja paramilitarna Hagana rozpoczęła organizować konwoje do Jerozolimy. Ich ochronę powierzono elitarnym kompaniom szturmowym Palmach. Widząc niepowodzenie dotychczasowych wysiłków, dowództwo Hagany w marcu 1948 wdrożyło w życie Plan Dalet. Operacja Nachszon (5-12 kwietnia 1948) i operacja Harel (16-20 kwietnia) zabezpieczyły na pewien czas Jerozolimę w potrzebne towary. W tym okresie, 9 kwietnia, doszło do masakry w Dajr Jasin, w której zginęło 107 Arabów. W odwecie 13 kwietnia doszło do masakry konwoju medycznego Hadassa, który usiłował dotrzeć do żydowskiej enklawy na Górze Skopus. W masakrze zginęło 79 Żydów (w tym rannych, lekarzy i kobiecy personel medyczny). Był to odwet za Dajr Jasin. W międzyczasie siły arabskie zdołały ponownie przerwać linie komunikacyjne pomiędzy Jerozolimą a wybrzeżem, wskutek czego sytuacja w mieście zaczęła dramatycznie się pogarszać. W mieście brakowało paliwa i większości niezbędnych towarów dla ludzi. Prawie na całym obszarze Jerozolimy, żydowska ludność była wystawiona na ostrzał arabskich snajperów. Dowódca żydowskiej obrony miasta Dawid Sze’alti’el argumentował dowództwu, że w siłach broniących miasto istnieją poważne problemy z zaopatrzeniem i dyscypliną, i w obecnej sytuacji zdoła utrzymać Jerozolimę najwyżej do 15 maja 1948. Z tego powodu, w końcowej fazie operacji Harel do Jerozolimy przerzucono uderzeniową Brygadę „Harel”. W znacznym stopniu wzmocniła ona siły obrońców, jednak nadal były one niewystarczające dla zaspokojenia istniejących potrzeb. Zasugerowano wtedy skrócenie linii obrony poprzez ewakuację istniejącej na północy enklawy żydowskich osiedli Atarot i Newe Ja’akow, położonej na południu enklawy bloku osiedli Gusz Ecjon, oraz położonych nad Morzem Martwym kibuców Bet ha-Arawa i Kalja. Dowództwo Hagany jednak zdecydowanie odrzuciło te propozycje.
W połowie kwietnia 1948 w żydowskiej Zachodniej Jerozolimie pojawiły się plotki, że Brytyjczycy zamierzają przed ewakuacją swoich wojsk z miasta (była zaplanowana na 15 maja 1948) przekazać Arabom większość strategicznych punktów. Umożliwiłoby to Arabom przejęcie inicjatywy i po wkroczeniu regularnych sił jordańskiego Legionu Arabskiego rozstrzygnąć o dalszych losach bitwy o Jerozolimę. Dowódca żydowskiej obrony miasta Dawid Sze’alti’el zwrócił się w dniu 15 kwietnia 1948 do Jigaela Jadina, Dawida Ben Guriona i Israela Galili o podjęcie decyzji o rozpoczęciu działań ofensywnych w Jerozolimie. Był to moment gwałtownego ścierania się dwóch poglądów na dalszy przebieg działań w obszarze miasta. Dowodzący operacją Harel Icchak Rabin uważał, że należy przejąć pełną kontrolę nad całym terenem położonym wzdłuż drogi do Jerozolimy. Wskazywał on przy tym, że jedynym sposobem zapewnienia bezpiecznego przejazdu konwojów, jest zajęcie i wysiedlenie wszystkich arabskich wiosek położonych wokół strategicznej drogi. Natomiast Dawid Sze’alti’el uważał, że najważniejszym jest scalenie obszarów żydowskich w Jerozolimie w jeden łatwy do obrony teren. Sze’alti’el kategorycznie odrzucił przy tym możliwość realizacji obu zadań jednocześnie, wskazując na ograniczone środki i krótki czas pozostający do zakończenia brytyjskiego mandatu w Palestynie. To właśnie ten telegram Sze’alti’ela i gorąca dyskusja wokół niego, przyśpieszyły zakończenie operacji Harel i przerzucenie do Jerozolimy elitarnej Brygady „Harel”. Podjęto decyzję o przeprowadzeniu nowej operacji militarnej, której nazwę zaczerpnięto od Jebusytów. W starożytności plemię to zamieszkiwało w rejonie Jerozolimy. Zostało ono podbite przez izraelskiego króla Dawida około 1003 p.n.e. Nazwa operacji „Jewusi” (od Jebusytów) miała nawiązywać do tej historii. Równocześnie wskazywała na jej cel – podbicie arabskich mieszkańców żyjących w północno-wschodniej części miasta. Przy opracowywaniu planu taktycznego operacji, wyznaczono kilka celów działań. W pierwszej fazie planowano zająć arabskie osiedla An-Nabi Samu’il, Bajt Iksa i Szu’afat, aby w ten sposób otworzyć linię komunikacyjną z położoną na północy enklawą osad Newe Ja’akow i Atarot. W ten sposób w północnej części miasta powstałaby jednolita linia obrony, która umożliwiłaby rozpoczęcie drugiej fazy operacji. Planowano w nim zająć arabską dzielnicę Asz-Szajch Dżarrah i otworzyć drogę do enklawy na Górze Skopus. Działania te wzmocniłyby obronę linii komunikacyjnej prowadzącej do Newe Ja’akow i Atarot, a także zabezpieczyłaby Jerozolimę przed spodziewanym natarciem jordańskiego Legionu Arabskiego od północnego wschodu.  Jednym z zasadniczych punktów całej operacji było opanowanie arabskiej dzielnicy Katamon i otwarcie drogi do położonej na południu enklawy osiedla Mekor Chajjim. W Katamon mieściła się także główna baza arabskich sił w zachodniej części Jerozolimy. W ten sposób nastąpiłoby scalenie izolowanych żydowskich enklaw w jednolity obszar, który byłoby łatwiej bronić. Równocześnie Jerozolima byłaby lepiej zabezpieczona przed arabską agresją od strony Ramallah i Jerycha. Wszystkie działania miały być przeprowadzone bez konfrontacji z brytyjską armią i zsynchronizowane w taki sposób, aby przejmować stanowiska opuszczane przez Brytyjczyków, zanim dotrą tam jordańscy żołnierze Legionu Arabskiego. Do przeprowadzenia operacji wyznaczono Brygadę „Harel”. Jej żołnierze odmówili jednak służenia pod rozkazami Dawida Sze’alti’ela, który po operacji Szemu’el stracił dużo na popularności. W tej sytuacji, dowództwo przerzuciło do Jerozolimy Jicchaka Sadego, który właśnie odniósł zwycięstwo w bitwie o Miszmar ha-Emek (4-14 kwietnia). W konsekwencji podczas operacji nie było żadnej współpracy pomiędzy Brygadą „Harel” (dowodzoną przez Icchaka Rabina) a Brygadą „Ecjoni” (dowodzona przez Dawida Sze’alti’ela). Obaj ci dowódcy podważali przy tym zwierzchnictwo Jicchaka Sadego nad sobą. Był to poważny błąd, popełniony już na samym początku przygotowań do operacji Jewusi.

## Układ sił

### Siły arabskie
Dla strony arabskiej Jerozolima stanowiła najważniejsze pole działań, i z tego powodu sama organizacja sił arabskich w obszarze miasta była lepsza niż w innych rejonach Palestyny. Arabska Armia Wyzwoleńcza utworzyła specjalne Dowództwo Jerozolimy, które obejmowało rejon całego miasta, oraz sąsiednich miejscowości Ramallah i Jerycho. W rejonie Ramallah pozycje zajmował Regiment Ajnadin (około 700 żołnierzy), wspierany przez baterię artylerii. Został on wzmocniony przez 3 Regiment Jarmouk (około 250 ochotników), a do Wschodniej Jerozolimy wkroczyły dwie kompanie Regimentu Hittin (około 500 ochotników). Ocenia się, że Arabska armia Wyzwoleńcza dysponowała w Jerozolimie około 500 dobrze wyszkolonymi żołnierzami, których wspierało kolejnych 500 lokalnych ochotników. Po śmierci Abd al-Kadira al-Husajniego siły Armii Świętej Wojny były mocno zdemoralizowane, ale nadal były groźnym przeciwnikiem. W obszarze miasta pozostawały cztery jej jednostki samoobrony, których wielkość ocenia się na około 400 ochotników. Do tych sił należy doliczyć byłych funkcjonariuszy brytyjskiej policji mandatowej – pod dowództwem Munira Abu al-Fadliego pozostawało około 400 dobrze wyszkolonych i uzbrojonych ludzi. Dowództwo nad całością arabskich sił w mieście sprawował iracki pułkownik Fadil Raszid (z ramienia Armii Świętej Wojny). Pomimo dużych różnic w poglądach, zdołał on porozumieć się z dowódcą Arabskiej Armii Wyzwoleńczej Fauzim al-Kawukdżim, że muszą zreorganizować linie obrony i wspólnie prowadzić działania w mieście.

### Siły żydowskie
Obronę Jerozolimy sprawowała Brygada Ecjoni. Jej 61 Batalion „Moria” zajął pozycję w centrum miasta, został jednak znacznie osłabiony przez wydzielenie ponad 100 żołnierzy do wsi Al-Kastal, 150 żołnierzy do enklawy Atarot i Newe Ja’akow, oraz kolejnych 150 żołnierzy do osiedla Moca. W rezultacie w batalionie pozostało niewielu gotowych do walki żołnierzy. 63 Batalion „Michmas” obejmował swym działaniem Stare Miasto oraz południowe i wschodnie dzielnice miasta. Z jego struktur wydzielono 80 żołnierzy do kibuców Bet ha-Arawa i Kalia nad Morzem Martwym, oraz 150 żołnierzy do obrony oblężonego bloku osiedli Gusz Ecjon. 62 Batalion „Bet Horon” był wzmocniony żołnierzami Brygady „Giwati” i zajął pozycje w zachodniej części miasta. Został on przeznaczony do działań ofensywnych. Dowództwo nad brygadą sprawował Dawid Sze’alti’el, będący równocześnie dowódcą obrony całego miasta. Do działań obronnych i patrolowych wyznaczył on jednostki Straży, odciążając w ten sposób pozostałe siły Brygady „Ecjoni”. Najsilniejszą jednostką w obszarze miasta była uderzeniowa Brygada „Harel”. Przyjmowała ona jednak rozkazy i odpowiadała wyłącznie przed dowództwem Palmach. Jej dowódcą był Icchak Rabin. Ewenementem na skalę całej Palestyny była siła oraz poważna rola, jaką odgrywały w Jerozolimie radykalne organizacje żydowskie Irgun (około 180 ludzi) i Lechi (około 50 ludzi). Siły te posiadały własne dowództwo i realizowały własne zadania operacyjne, które nie zawsze pokrywały się z planami Hagany. Stanowiło to poważne utrudnienie dla żydowskiego dowództwa. Dowództwo nad całością operacji Jewusi objął Jicchak Sade.

## Przebieg operacji

### Pierwsza faza
Operacja Jewusi rozpoczęła się w nocy z 22 na 23 kwietnia 1948. Równocześnie rozpoczęto natarcie w kierunku północno-wschodnim i północno-zachodnim, po raz pierwszy przekraczając linię podziału Palestyny wyznaczoną przez rezolucję ONZ nr 181. 5 Batalion „Sza’ar ha-Gaj” (z Brygady „Harel”) pod osłoną ciemności zaatakował wieś Szu’afat i po krótkiej walce zdobył ją. Jedna z kompanii zajęła tutaj pozycje obronne, podczas gdy pozostała część zaatakowała położoną bardziej na północnym zachodzie An-Nabi Samu’il. Jeszcze w nocy wspięto się na grzbiet górski, przygotowując się nad ranem do ataku na wieś. Tej samej nocy 4 Batalion „Burglars” opuścił kibuc Kirjat Anawim i zaatakował położoną na północnym wschodzie wieś Bajt Iksa. wieś ostrzelano z moździerza i z łatwością zdobyto. Arabowie zdołali jednak szybko przeprowadzić kontratak, który całkowicie zaskoczył żydowskich żołnierzy. Musieli oni wycofać się, ponosząc przy tym straty. Walki w Bajt Iksa zaalarmowały siły arabskie w całej okolicy, i gdy rano 5 Batalion zaatakował An-Nabi Samu’il, napotkał na dobrze zorganizowaną obronę. Zdołano zniszczyć sześć domów we wsi, jednak podczas walki zginął dowódca batalionu oraz jego zastępca. Pozostali żołnierze poszli w rozproszenie, i zamiast kontynuować natarcie, rozpoczęli niezorganizowany odwrót. Ta błędna decyzja spowodowała tylko powiększenie liczby strat. W bitwie o An-Nabi Samu’il zginęło 44 żołnierzy żydowskich, a 88 zostało rannych. Strona arabska straciła 15 zabitych i zdołała utrzymać swoje pozycje. Była to jedna z najcięższych porażek Palmach podczas wojny, osłabiając morale Brygady „Harel”. Konsekwencją porażki była decyzja wycofania się ze zdobytej wsi Szu’afat, która wobec niepowodzenia natarcia nie przedstawiała żadnej wartości. Żołnierze 5 Batalionu wycofując się, wysadzili część domów wioski. Żołnierze 4 Batalionu musieli także opuścić zajętą wcześniej wieś Bajt Surik. W ten sposób pierwsza faza operacji Jewusi zakończyła się niepowodzeniem.

### Druga faza
Druga faza operacji Jewusi rozpoczęła się w nocy z 24 na 25 kwietnia 1948. 5 Batalion „Sza’ar ha-Gaj” (z Brygady „Harel”) szybkim natarciem opanował dzielnicę Szajch Dżarrah. W ciężkiej walce zabito 35 arabskich żołnierzy z 3 Regimentu Jarmouk, tracąc przy tym 1 zabitego i 7 rannych. Wraz z nadejściem ranka, żydowscy żołnierze rozpoczęli burzenie okolicznych domów, aby przygotować teren pod natarcie 61 Batalionu „Moria” (z Brygady „Ecjoni”) w kierunku Góry Skopus. W przebieg operacji zaangażowali się jednak Brytyjczycy. Okazało się, że dzielnica Szajch Dżarrah znajduje się na głównej trasie wycofywania brytyjskich oddziałów z Jerozolimy w kierunku północnym. Dodatkowo, Wysoki Komisarz Palestyny sir Alan Cunningham miał tędy wyznaczoną drogę ewakuacji na lotnisko Kalandia. W ten sposób obszar ten stał się strategicznie ważny dla brytyjskiej armii. Głównodowodzący brytyjskich sił, generał Gordon Holmes MacMillan zażądał, aby wszystkie siły żydowskie opuściły Szajch Dżarrah. Żydzi usiłowali opóźniać wykonanie tych żądań, w rezultacie czego Brytyjczycy przeprowadzili krótką demonstrację siły. Wykorzystując przewagę ognia zmusili siły Palmach do odwrotu. Podczas wycofywania się zginął 1 żydowski żołnierz, a 25 zostało rannych. Wraz z opuszczeniem przez Żydów Szajch Dżarrah, władze brytyjskie ogłosiły cały ten obszar strefą zdemilitaryzowaną. Dzięki temu, przez następne dwa tygodnie żydowskie konwoje bez przeszkód docierały na Górę Skopus. Brytyjczycy obiecali jednak stronie arabskiej, że dzielnica Szajch Dżarrah pozostanie pod ich kontrolą. Umożliwili oni później zajęcie tej dzielnicy przez jednostki jordańskiego Legionu Arabskiego. W ten sposób druga faza operacji Jewusi zakończyła się niepowodzeniem.

### Trzecia faza
Inicjatorem trzeciej fazy operacji Jewusi okazali się Brytyjczycy, którzy 25 kwietnia 1948 opuścili obóz wojskowy El-Almin, z którego można było kontrolować strategiczną drogę prowadzącą na południe do Betlejem i bloku żydowskich osiedli Gusz Ecjon. Obóz ten zajęły siły arabskie, zyskując dogodną pozycję wyjściową do ataków na południowe i zachodnie dzielnice Jerozolimy. Z tego powodu dowództwo Hagany podjęło decyzję o przeprowadzeniu trzeciej fazy operacji Jewusi. Arabowie spodziewali się żydowskiego natarcia na dzielnicę Katamon, dlatego bardzo silnie umocnili swoje pozycje obronne. W nocy z 26 na 27 kwietnia 4 Batalion „Burglars” (z Brygady „Harel”) rozpoczął natarcie na Katamon. Atak utknął pod ciężkim ogniem karabinów maszynowych w rejonie monasteru św. Symeona. Dowódcy obawiali się powtórzenia sytuacji z bitwy o An-Nabi Samu’il (23 kwietnia) i po napotkaniu na pierwsze oznaki oporu, wycofali się. Drugi atak przeprowadzono w nocy z 29 na 30 kwietnia 1948. Siły 4 i 5 Batalionu szybkim natarciem zajęły zachodnią część dzielnicy Katamon, a następnie podpaliły domy w sąsiedztwie monasteru San Simon. Ciężkie walki trwały aż do wieczora i zakończyły się wyparciem Arabów z monasteru, w którym ufortyfikował się 4 Batalion. Po dwóch godzinach siły arabskie przeprowadziły kontratak, który w siedmiu kolejnych falach trwał przez całą noc. Rankiem żydowscy żołnierze zostali otoczeni w rejonie monasteru. Determinacja i odwaga Arabów zaskoczyła dowódców żydowskich. W monasterze zgromadzono 30 rannych, oczekując na przybycie odsieczy. Następnej nocy Arabowie ponowili ataki, zwiększając straty żydowskie do 10 zabitych i 80 rannych. Trudna sytuacja, duża liczba rannych, oraz brak amunicji i zaopatrzenia, spowodowały, że podjęto decyzję o wycofaniu się. Dla żołnierzy było jasne, że nie są w stanie ewakuować pod ogniem wszystkich rannych. Spodziewano się przy tym, że po zdobyciu monaseru Arabowie zamordują wszystkich jeńców i rannych. Postanowiono więc wysadzić monaster w momencie, gdy będą do niego wchodzić arabscy żołnierze. Tymczasem 5 Batalion „Sza’ar ha-Gaj” podjął próbę przebicia się do oblężonych z bronią, amunicją i materiałami medycznymi. W ciężkich walkach stracił 4 zabitych i wielu rannych, jednak 16 żołnierzy zdołało przebić się do monasteru. Do obrońców dotarł także dowódca Brygady „Harel”, Icchak Rabin. Powiedział on obrońcom, że po klęsce w bitwie An-Nabi Samu’il, wycofaniu się z Szu’afat i Szajch Dżarrah, kolejna porażka będzie ciężkim ciosem dla żydowskich mieszkańców Jerozolimy. Zachęcił on obrońców do rezygnacji z decyzji o wycofaniu się. W tym samym czasie sytuacja strony arabskiej pogorszyła się. Arabowie ponieśli znaczne straty podczas śmiałego ataku 5 Batalionu, i ich dowództwo wezwało o szybkie wysłanie posiłków z Hebronu. Dwa konwoje z posiłkami zostały zablokowane w rejonie bloku żydowskich osiedli Gusz Ecjon, i nie dotarły do Katamon. W rezultacie siły arabskie zaczęły 2 maja 1948 wycofywać się z Katamon. Do opuszczonej dzielnicy wieczorem wkroczył 61 Batalion „Moria” (z Brygady „Ecjoni”), luzując wyczerpanych żołnierzy z 4 Batalionu Palmach. Rozprężenie wśród żołnierzy zaowocowało grabieżami mienia arabskiego. W bitwie o monaster św. Symeona zginęło 21 żołnierzy żydowskich, a 83 zostało rannych. Straty arabskie wynosiły 84 zabitych i 150 rannych. Zdobycie Katamon odblokowało enklawę Mekor Chajjim i otworzyło drogę do osiedla Talpijjot.
Kolejnym działaniem zaplanowanym w ramach operacji Jewusi była próba opanowania położonego na południowych stokach Góry Skopus Szpitala Augusta Victoria oraz sąsiedniej wioski At-Tur. Opanowanie tych dwóch ważnych strategicznie punktów, praktycznie zablokowałoby siłom arabskim dostęp do północno-wschodniej części Jerozolimy. Było to szczególnie ważne, gdyż już 1 maja 1948w rejonie Góry Skopus zauważono jordańskich żołnierzy z Legionu Arabskiego. Spodziewano się, że w najbliższych dniach większe siły tej elitarnej arabskiej formacji wkroczą do miasta. Wcześniejsze próby zablokowania drogi od strony Jerycha zawiodły (zniszczenia po wybuchu podłożonej w nocy z 29 na 30 kwietnia bomby zostały szybko naprawione). W nocy z 2 na 3 maja 1948 dwie kompanie 5 Batalionu „Sza’ar ha-Gaj” (z Brygady „Harel”) podjęły próbę zdobycia Szpitala Augusta Victoria. Atakujący nie dysponowali dokładnymi informacjami o sile obrońców, i nie wiedzieli, że wewnątrz budynków stacjonuje jednostka Legionu Arabskiego. Przypadkowy wybuch pocisku moździerzowego był przyczyną utraty elementu zaskoczenia. Dobrze wyszkoleni i zdyscyplinowani jordańscy żołnierze bez trudu odparli żydowski atak, zabijając 4 napastników i raniąc kolejnych ośmiu. W ten sposób zakończyła się operacja Jewusi. Strona żydowska straciła 73 zabitych i ponad 200 rannych, natomiast strona arabska straciła co najmniej 100 zabitych.

## Reakcje i następstwa
Operacja Jewusi zakończyła się znikomym sukcesem strony żydowskiej. Kosztem dużych strat własnych zdołano osiągnąć zaledwie jeden z trzech celów postawionych przed operacją. Największe straty poniosła Brygada „Harel”, która chwilowo utraciła zdolności bojowe i została wycofana do ochrony konwojów do Jerozolimy. Sama operacja pokazała liczne niedociągnięcia w procesie dowodzenia Hagany. W samym mieście, Żydzi kontrolowali 12 z 15 arabskich dzielnic mieszkalnych. Jednak największym problemem pozostawały izolowane enklawy, które były wystawione na arabskie ataki i coraz bardziej zagrożone upadkiem. Dawid Sze’alti’el natychmiast przedstawił propozycję koncentracji sił w centralnych dzielnicach Jerozolimy i przejęcia pełnej kontroli nad Starym Miastem i jego okolicą. Zalecał przy tym rezygnację z obrony izolowanych rejonów, które z łatwością mogły być odcięte przez Legion Arabski. Zupełnie inne stanowisko zajął Dawid Ben Gurion, który zalecał utrzymanie dróg zaopatrzeniowych do miasta. Zyskał on przy tym poparcie Goldy Meir, Jicchaka Sadego i Eli’ezera Kaplana. Podjęto więc decyzję przeprowadzenia kolejnej operacji, której celem miało być dostarczenie zaopatrzenia do Jerozolimy.